# Bałdrzychów
Bałdrzychów – wieś w Polsce położona w województwie łódzkim, w powiecie poddębickim, w gminie Poddębice.

## Części wsi
| SIMC    | Nazwa     | Rodzaj                         |
| ------- | --------- | ------------------------------ |
| 0989732 | Krzyżówki | część wsi                      |
| 0989749 | Łąki      | część wsi (zniesiona w 2023 r. |

## Historia
W 1176 r. nadał tę wieś cystersom z Sulejowa książę Kazimierz Sprawiedliwy. Istniejący tu kościół w tym samym roku Piotr, arcybiskup gnieźnieński "dziesięcinami opatrzył".
Pod rokiem 1234 miejscowość wspomniana jest w bulli papieża Grzegorza IX.
W 1331 r. wieś najechali Krzyżacy.
W Królestwie Polskim istniała gmina Bałdrzychów.
W latach 1954–1968 wieś była siedzibą gromady Bałdrzychów.
W latach 1975–1998 miejscowość administracyjnie należała do województwa sieradzkiego.

### Archeologia
Na terenie wsi znajduje się popielnicowe cmentarzysko ciałopalne kultury pomorskiej rozkopane przez łódzkich prehistoryków w sezonie archeologicznym 1985/86.

## Zabytki
Współczesny kościół św. Idziego został zbudowany w 1847 r., po spaleniu poprzedniego w 1824 r. Na łuku tęczowym od strony nawy – polichromia przedstawiająca scenę z ojcami zakonu Kamedułów (czego dowodzą ich stroje; często myleni są z cystersami). Z wyposażenia na uwagę zasługuje rzeźba św. Jana Nepomucena z XVIII w., krucyfiks z końca XVIII w. i monstrancja rokokowa z 1761 r. Nad wejściem do kościoła tablica pamiątkowa poświęcona miejscowemu lotnikowi RAF-u z Dywizjonu Bombowego 301 Leonowi Wilmańskiemu, który zginął podczas II wojny światowej nad Bawarią (Niemcy).

## Urodzeni w Bełdrzychowie
- Tomasz Brzeziński – polski rolnik, działacz społeczny i samorządowy, polityk, senator w II RP, ofiara KL Mauthausen-Gusen[8].
- Stefan Ignar – polski polityk komunistyczny, żołnierz Batalionów Chłopskich, poseł na Sejm PRL, wiceprezes Rady Ministrów (1956–1969). Budowniczy Polski Ludowej[9].